# Minimalisme (architectuur)

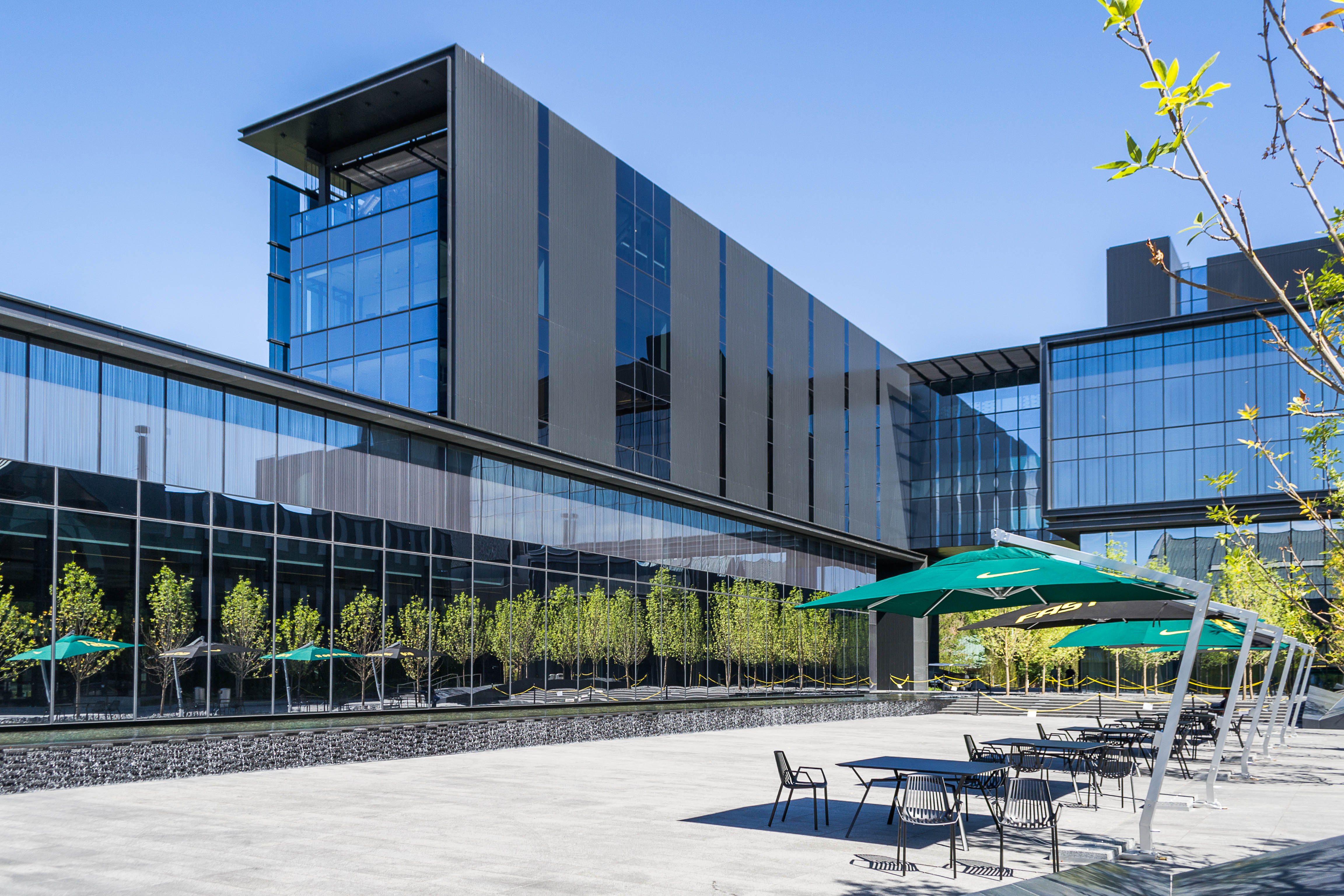
Het Hatfield Dowlin Complex, onderdeel van de Universiteit van Oregon.

Minimalisme in de architectuur streeft ernaar kunst en gebouwen te reduceren tot slechts de noodzakelijke elementen.
De stroming minimalisme staat voor het minimalistische, het puur abstracte en objectieve, zonder emotie. Minimalisme maakt vaak gebruik van kubus-, bol-, cilinder-, en kegelvormen. Het gaat om de kracht van de eenvoud. Door het "krachtig" neerzetten van iets wat een "eenvoudige" vorm lijkt, probeert de architect de “essentie” van zijn ontwerp uit te beelden. 
Het minimalisme ontstond aan het begin van de jaren 60 van de twintigste eeuw, in de Verenigde Staten. 
Het begin van de minimalistische stroming begon bij de beeldhouwkunst en mengde zich later met de schilderkunst. In de architectuur ging de ontwikkeling minder snel.

## Architectuur
Op het gebied van architectuur werd de term Minimalisme gebruikt, om de herontdekking van de waarde van lege ruimte en een radicale verwijdering van alles dat niets met het eisenprogramma te maken heeft te laten blijken. Claudio Silvestrin, John Pawson, Peter Zumthor en Alberto Campo Baeza hebben het minimalisme binnen de architectuur een duw in de rug gegeven en daarmee grote veranderingen binnen de architectuur teweeggebracht. Ook de Nederlander Wiel Arets wordt tot deze stroming gerekend.